# Намибия на летних Олимпийских играх 2012
Намибия на летних Олимпийских играх 2012 была представлена в пяти видах спорта.

## Результаты соревнований

### Велоспорт
Спортсменов — 2

#### Шоссейный велоспорт
Мужчины
| Соревнование    | Спортсмены | Результат | Отставание | Место |
| --------------- | ---------- | --------- | ---------- | ----- |
| Групповая гонка |            |           |            |       |

#### Маунтинбайк
Мужчины
| Соревнование | Спортсмены | Результат | Отставание | Место |
| ------------ | ---------- | --------- | ---------- | ----- |
| Маунтинбайк  |            |           |            |       |

### Лёгкая атлетика
Спортсменов — 3
Женщины
| Дисциплина | Спортсмен | Предварительный раунд | Предварительный раунд | Четвертьфиналы | Четвертьфиналы | Полуфиналы | Полуфиналы | Финал     | Финал |
| Дисциплина | Спортсмен | Результат             | Место                 | Результат      | Место          | Результат  | Место      | Результат | Место |
| ---------- | --------- | --------------------- | --------------------- | -------------- | -------------- | ---------- | ---------- | --------- | ----- |
| 400 м      |           |                       |                       |                |                |            |            |           |       |
| марафон    |           |                       |                       |                |                |            |            |           |       |
|            |           |                       |                       |                |                |            |            |           |       |

### Стрельба
Спортсменов — 1
Женщины
| Соревнование | Спортсмены | Квалификация | Квалификация | Финал | Всего     | Всего |
| Соревнование | Спортсмены | Результат    | Место        | Финал | Результат | Место |
| ------------ | ---------- | ------------ | ------------ | ----- | --------- | ----- |
| Трап         |            |              |              |       |           |       |